# Hans Menasse
Pour les articles homonymes, voir Menasse.
Hans Menasse, né le 5 mars 1930 à Vienne et mort dans cette même ville le 28 février 2022, est un footballeur autrichien, rescapé dans sa jeunesse de l'opération britannique de sauvetage d'enfants Kindertransport en 1938.  
Il joue en équipe nationale en tant qu'ailier droit et remporte le titre de champion d'Autriche avec le First Vienna FC en 1955. 
Il est le père des écrivains et journalistes Robert et Eva Menasse.

## Biographie

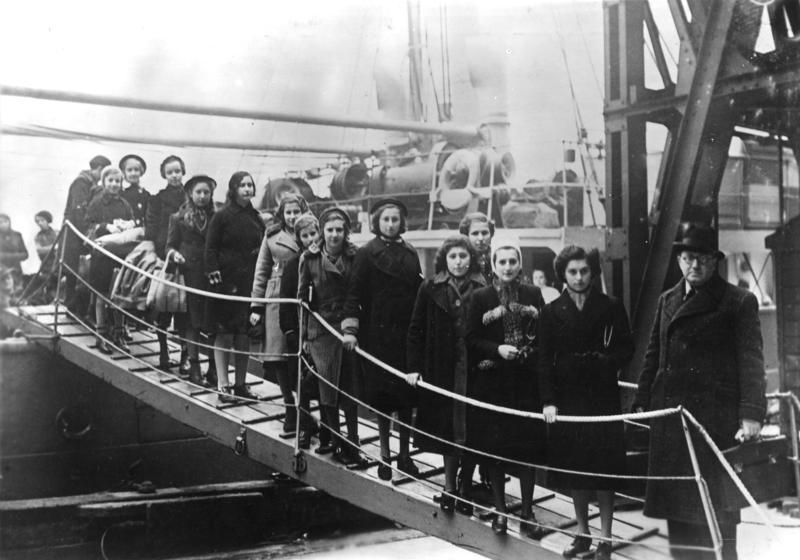
Les enfants du Kindertransport à leur arrivée à Londres.

Fils d'un père juif et d'une mère catholique, Hans Menasse naît à Vienne le 5 mars 1930.
Hitler annexe l'Autriche lors de l'Anschluss en mars 1938. Le jeune Hans est sauvé au cours de l'opération britannique de sauvetage d'enfants juifs Kindertransport. 
Rescapé, désormais établi au Royaume-Uni, Hans grandit à Luton, en Angleterre. Sous le pseudonyme anglais de Stanley Matthews, il joue à football au Luton Town, intégrant l'équipe de jeunes de la ville. 
Après la fin de la Seconde Guerre mondiale, il retourne en Autriche et rejoint Vienne en 1947. Il fait ses débuts dans le championnat d'Autriche de football durant la saison 1950-1951, en remplaçant Rudi Strittich, et, à la fin de cette saison, devient le joueur ayant marqué le troisième plus grand nombre de buts du championnat après Karl Decker et Otto Walzhofer.
Au cours des années suivantes, Hans Menasse fait partie de l'équipe régulière de Vienne et réussit à atteindre la barre des 14 buts en championnat, deux fois de suite. 
En avril 1953, contre le futur champion, l'Austria Vienne, il marque quatre buts lors d'une victoire 5-2 devant 32 000 spectateurs dans le Stade Hohe Warte. Au cours de la saison 1954-1955, il apporte une contribution significative au titre de champion de Döbling, lorsque le Wiener Sport-Club, qui a le même nombre de points, a pu être distancé grâce à un meilleur quotient de buts.
Hans Menasse fait ses débuts en tant qu'ailier droit de l'équipe d'Autriche de football en avril 1953 lors d'un match nul 1-1 contre la Hongrie à Budapest. A cette époque, cependant, il a un concurrent de haut niveau en la personne de Robert Körner à son poste habituel. Néanmoins, une maladie empêche Hans Menasse d'être sélectionné dans l'équipe autrichienne pour la Coupe du monde de football 1954. 
Après ce tournoi, il effectue sa dernière apparition lors d'un match nul 2-2 contre l'équipe de Yougoslavie de football.